# Landborgen

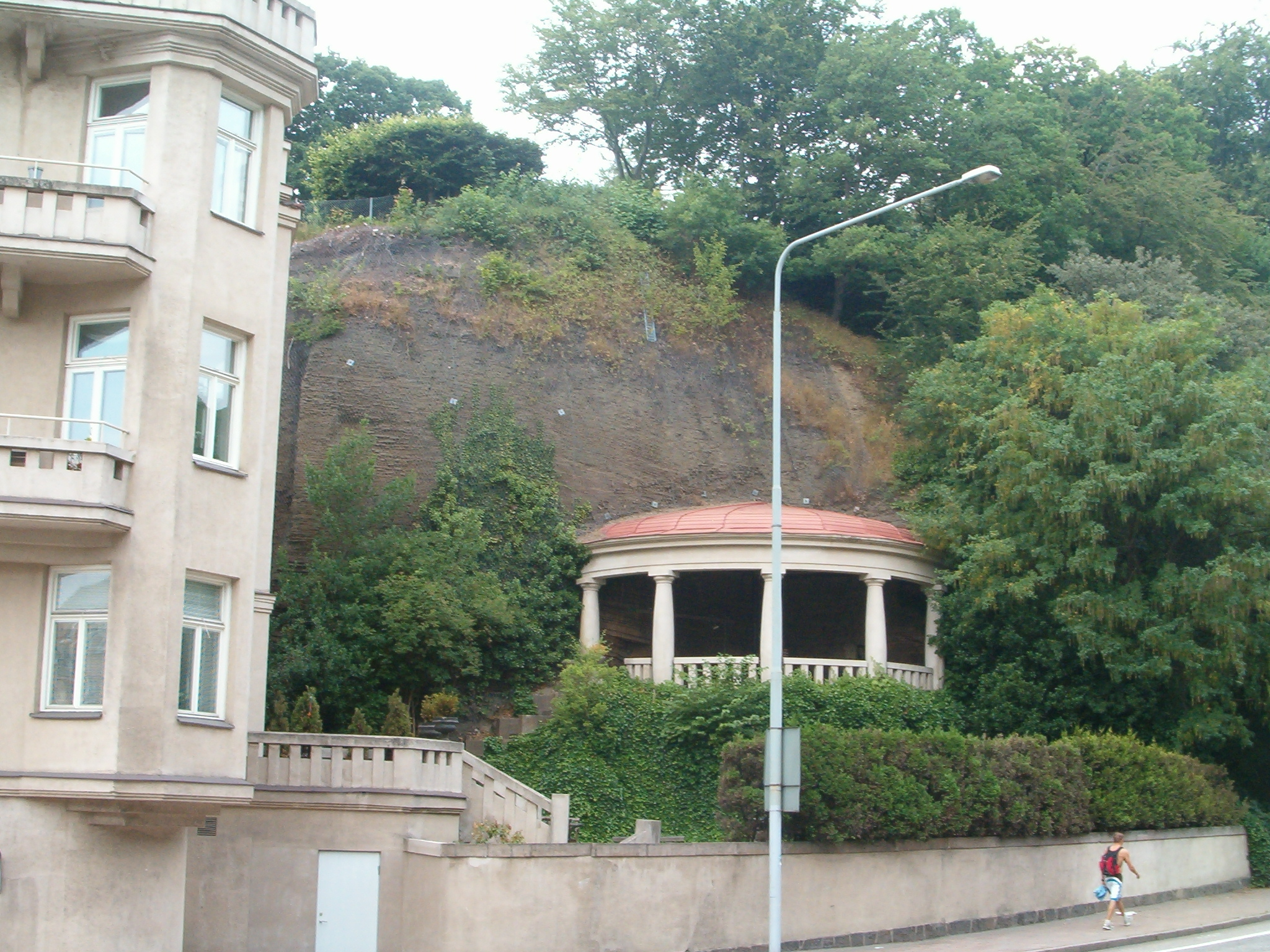
Die Felswand der Landborgen in Helsingborg.

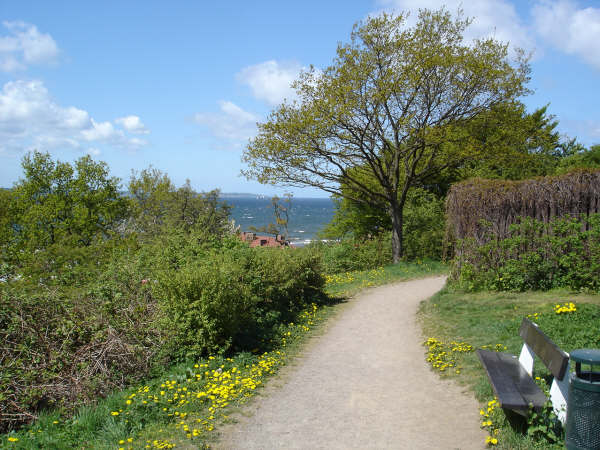
Landborgspromenaden.

Landborgen entstand als ein fossiles Kliff entlang einer der zahlreichen Verwerfungslinien an der Westküste Schwedens im Bereich der Stadt Helsingborg vor 4000–7000 Jahren, als der Meeresspiegel bis zu 30 m höher lag als heute. Mit Landborgen wird sowohl die Kliffkante als auch das hochgelegene Gelände östlich derselben bezeichnet. Der zwischen 8 und 40 Meter hohe Felshang zieht sich über etwa 9 km fast parallel zum Ufer des Öresund, gen Süden etwas landeinwärts, vom Helsingborger Stadtteil Pålsjö im Norden südwärts mitten durch die Stadt bis in den Stadtteil Råå. Nördlich von Helsingborg flacht die Landborgen ab und schwenkt bei Kristinelund landeinwärts ein, kaum noch hervortretend.

## Geologie
Die Landborgen besteht aus einer für Schweden einzigartigen Mischung unterschiedlicher Gesteinsarten aus der Trias und dem Jura (Rhät bis Lias). Zwischen sich abwechselnden Tonstein- und Sandsteinschichten findet man Steinkohlevorkommen, die es in Schweden nur in Schonen gibt, vor allem in Nordwestschonen, also der Gegend um Helsingborg. Der Sandstein ist stark eisenhaltig und deshalb gelblich bis braun, aus diesem besitzt auch das Grundwasser von Helsingborg einen hohen Eisengehalt. Das Küstenkliff Kulla Gunnarstorp weist durch Eisenanreicherungen reizvolle Strukturen auf.
Sandstein und Schiefer wurden in einem sumpfigen Flussdelta abgelagert, das ein warmes und feuchtes Klima besaß. Ein dichter Bewuchs von Farnen und Schachtelhalmebäumen bedeckte das Land. Die Sande und Tone wurden später von jüngeren Schichten überdeckt und im Lauf der Zeit entstanden daraus Sand- und Tonstein, und die Pflanzenreste wurden in Kohle umgewandelt.
Den Hang der Landborgen durchziehen eine Reihe von Gräben und Einschnitten, die aus Schmelzwasserströmen am Ende der letzten Eiszeit entstanden. Hier findet man heute eine Reihe von Quellen, darunter die berühmte Ramlösaquelle. Auf die Eiszeit geht auch die Entstehung des Steilabbruchs zurück, indem zunächst die Bruchlinien vom Permafrost erweitert wurden, und später die Abtragung das Gestein zum Teil abräumte.

## Geschichte
Im Mittelalter wurde von der Landborgen aus die Schifffahrt auf dem Öresund überwacht. Auf der Anhöhe an der schmalsten Stelle der Meerenge stand seit dem Mittelalter eine Burg, von der noch heute der Turm Kärnan zeugt.
Von der Landborgen hat man einen ausgezeichneten Blick über den Öresund und die dänische Küste rund um Helsingør. Entlang der Verwerfungskante verläuft ein Spazierweg, Landborgspromenaden genannt.